# Unió Esportiva Vic
La  Unió Esportiva Vic es un club de fútbol de la ciudad de Vic (Barcelona, España), que en la temporada 2025-2026 milita en Tercera RFEF.

## Historia
El fútbol llegó a la ciudad de Vic de la mano del Esbarjo Marià Ausà (1913). Más tarde, en 1922, se fundó el Vic Football Club, club que corresponde al actual equipo de la Unió Esportiva Vic que se creó en 1943 tras la fusión del Vic Football Club y el Esbarjo Marià Ausà, adoptando los colores e identidad del primero, además de su fecha de fundación: el 18 de octubre de 1922.
El estadio Hipòlit Planàs se inauguró el año 1986, con la presencia de los dos equipos catalanes de Primera División, el Fútbol Club Barcelona y el Real Club Deportivo Español, además de los veteranos de ambos conjuntos de la época.
Al final de la temporada 2009-2010, el club se fusionó con la UE Aiguafreda y consiguió subir a Primera Catalana, aprovechando su plaza. En 2011 logró el ascenso a Tercera División, categoría que conservó hasta 2013. Actualmente, la UE Vic milita en la Lliga Elit, categoría fundada el año 2023 y donde el conjunto de Osona logró el ascenso tras quedar tercero en Primera Catalana, la temporada 2022-23. 
En 2015, con la creación de la Fundació UE Vic, la entidad recuperó el fútbol base que perdió al juntarse con el Vic-Riuprimer REFO, que se creó en 2009 con la fusión del Remei CF, el Riuprimer CF y la Escola de Futbol d'Osona.
Han sido entrenadores del Vic hombres del fútbol comarcal como Frederic Riera, Francesc (Quiquet) Ribas, Joan Toll, Jaume Anglada, Joan Roma, Jaume Puigvinyeta y Josep Colomer, y los exjugadores de Primera División Joan Segarra y Pepito Ramos.

## Estadio
El estadio de la Unió Esportiva Vic, inaugurado en 1986, recibe el nombre de Estadi Hipòlit Planàs. Es un campo de césped artificial con una capacidad para 4000 personas. Contiene una tribuna cubierta con una cabina de prensa, además de un servicio de bar a la entrada del recinto. A su alrededor están ubicados tres campos de fútbol, dos con el terreno de juego de arena y otro de césped artificial. En este estadio no sólo se juegan los partidos del primer equipo, la U. E. Vic, sino que también entrenan y juegan los equipos del fútbol base de la Fundació UE Vic. Además, entrenan los equipos juveniles, cadetes, infantiles y benjamines del Vic-Riuprimer REFO, entidad que disputa los partidos en Santa Eulalia de Riuprimer.
En el peno municipal del Ayuntamiento de Vic celebrado el 20 de diciembre de 2021 se aprobó por unanimidad cambiar el nombre del Estadio Municipal de Vic por Estadi Hipòlit Planàs en homenaje al histórico presidente de la entidad que promovió la construcción del estadio y con motivo de la celebración del centenario del club.

## Temporadas
Hasta la temporada 2024-25 el club ha militado 26 veces en Tercera División, 2 en Lliga Elit i 19 en Primera Catalana.
| - 1940-41: 3a División - 4º - 1953-54: 3a División - 15º - 1954-55: 3a División - 4º - 1955-56: 3a División - 8º - 1956-57: 3a División - 13º - 1957-58: 3a División - 16º - 1958-59: 3a División - 16º - 1959-60: 3a División - 10º - 1960-61: 3a División - 16º - 1962-63: 3a División - 10º - 1963-64: 3a División - 17º - 1964-65: 3a División - 13º - 1965-66: 3a División - 13º - 1966-67: 3a División - 20º - 1977-78: 3a División - 20º - 1981-82: 3a División - 10º - 1982-83: 3a División - 13º - 1983-84: 3a División - 20º |  | - 1986-87: 3a División - 17º - 1987-88: 3a División - 13º - 1988-89: 3a División - 21º - 1993-94: Primera Catalana - 12º - 1994-95: Primera Catalana - 7º - 1995-96: Primera Catalana - 15º - 1996-97: Primera Catalana - 12º - 1997-98: Primera Catalana - 3º - 1998-99: 3a División - 16º - 1999-00: 3a División - 20º - 2000-01: Primera Catalana - 12º - 2001-02: Primera Catalana - 12º - 2002-03: Primera Catalana - 20º - 2010-11: Primera Catalana - 2º - 2011-12: 3a División - 14º - 2012-13: 3a División - 19º - 2013-14: Primera Catalana - 4º - 2014-15: Primera Catalana - 12º |  | - 2015-16: Primera Catalana - 7º - 2016-17: Primera Catalana - 8º - 2017-18: Primera Catalana - 4º - 2018-19: Primera Catalana - 7º - 2019-20: Primera Catalana - 5º - 2020-21: Primera Catalana - 3º - 2021-22: Primera Catalana - 7º - 2022-23: Primera Catalana - 3º - 2023-24: Lliga Elit - 3º - 2024-25: Lliga Elit - 1º - 2025-26: 3a RFEF - Actual |

## Plantilla

### Plantilla y cuerpo técnico 2024/25
El defensa Ramon Carrascal, retirado al finalizar la temporada 2017-18, es el jugador que más veces ha vestido la elástica roja y blanca: 403 partidos oficiales y un total de 15 temporadas con el primer equipo. En la temporada 2022-23, se convierte en el técnico del primer equipo.